# Carex carsei
Carex carsei là một loài thực vật có hoa trong họ Cói. Loài này được Petrie mô tả khoa học đầu tiên năm 1923.